# Гарсия Бадиас, Карлос
Карлос Гарсия Бадиас (исп. Carlos García Badías; род. 29 апреля 1984[…], Барселона) — испанский футболист, выступавший на позиции защитника, и тренер.

## Карьера игрока

### Клубная
Родился в Барселоне. Начинал заниматься футболом в местной клубе «Эспаньол». Дебютировал за «Эспаньол» 5 октября 2003 года, в матче лиги против клуба «Реал Мадрид», провёл весь матч, на 27-й минуте получил жёлтую карточку.
Летом 2005 года перешёл в клуб «Альмерия». Сыграл за «Альмерию» 195 матчей и забил 1 гол. Единственный гол за клуб забил 23 января 2011 года в матче лиги против клуба «Осасуна» на 8-й минуте. На сезон 2009/10 был отдан в аренду в клуб «Реал Бетис». Дебютировал за «Бетис» 29 августа 2009 года в матче лиги против клуба «Кордова», сыграл весь матч.
В 2012 году перешёл в клуб «Маккаби» из Тель-Авива. Дебютировал за новый клуб 27 августа 2012 года в матче лиги против клуба «Маккаби» (Хайфа), сыграл весь матч. Забил первый гол 26 января 2014 года в матче лиги против клуба «Хапоэль» (Рамат-ха-Шарон) на 53-й минуте.
Дебютировал в еврокубках 18 июля 2013 года в матче против венгерского «Дьёра», сыграл весь матч.
Летом 2016 года перешёл в турецкий «Аланьяспор», подписав трёхлетний контракт.

### Международная
Играл за Испанию на различных молодёжных уровнях.

## Карьера тренера
В конце 2017 года вернулся в тель-авивское «Маккаби», войдя в тренерский штаб Йорди Кройфа в качестве ассистента.
В январе 2022 года был назначен главным тренером клуба «Бейтар Тель-Авив Бат-Ям».
В январе 2024 года вошёл в тренерский штаб клуба MLS «Чикаго Файр» в качестве ассистента главного тренера Фрэнка Клопаса.

## Награды
Альмерия
- Серебряный призёр Сегунды : 2006/07[15].

Маккаби (Тель-Авив)
- Чемпион Израиля : 2012/13, 2013/14, 2014/15[16][17][18].